# Rense Haveman
Rense Haveman (Hoogeveen, 19 december 1967) is een Nederlands botanicus die vooral is gespecialiseerd in de vegetatiekunde en in apomictische genera, waaronder in het bijzonder Hieracium en Rubus. Hij schreef mee aan verscheidene Nederlandse ecologische standaardwerken, waaronder De vegetatie van Nederland en de Revisie Vegetatie van Nederland, waarvoor hij ook nieuwe syntaxa (tevens voor Europa) beschreef.

## Levensloop
Haveman volgde het voortgezet onderwijs aan het Vechtdal College (destijds CSG Jan van Arkel). In de periode 1986–1990 studeerde hij aan Hogeschool Van Hall Larenstein in Velp (destijds de 'Hogere Bosbouw- en Cultuurtechnische School') en daaropvolgend, in de periode 1990–1993, aan Wageningen University & Research. Haveman trouwde in de nazomer van 1993. In 2017 promoveerde hij in de taxonomie, plantengeografie en syntaxonomie van het geslacht braam (Rubus).
Van 2014 tot 2022 werkte Haveman als vegetatiekundige bij het Rijksvastgoedbedrijf, waarvoor hij de natuur onderzocht op militair oefenterreinen in Nederland. Sinds 2022 heeft hij zijn eigen ecologisch onderzoeks- en adviesbureau, genaamd De Ronde & Haveman.

## Beschreven syntaxa
In onderstaande lijst staan syntaxa (gesorteerd op syntaxonomische rang) waarvan Haveman (co-)auteur is en die een artikel op de Nederlandstalige Wikipedia hebben.
Klassen
- brummel-klasse – Lonicero-Rubetea plicati Haveman, Scham. & Stort. 1999

Associaties
- associatie van hazelaar en purperorchis – Orchido-Cornetum Doing ex Haveman, Scham. & Weeda ass. nov.
- associatie van wegedoorn en eenstijlige meidoorn – Rhamno-Crataegetum Sloet van Oldruitenborgh ex Haveman, Scham. & Weeda ass. nov.
- associatie van schaduwkruiskruid en tere woudbraam – Senecioni ovati-Rubetum iuvenis Haveman & De Ronde 2014
- associatie van gaspeldoorn en eenstijlige meidoorn – Rubo ulmifolii-Ulicetum europaei Géhu ex Haveman, De Ronde & Scham.
- associatie van brem en eenstijlige meidoorn – Crataego-Cytisetum scoparii Haveman, De Ronde & Scham. 2017

## Beschreven taxa
In onderstaande lijst staan taxa waarvan Haveman (co-)auteur is en die een artikel op de Nederlandstalige Wikipedia hebben.
- Hieracium macrodontophyllum (Soest & Zahn) Haveman
- lichtende viltbraam – Rubus canduliger Bijlsma & Haveman
- schelms havikskruid – Hieracium warnsbornense (Zahn) Haveman & De Ronde